# Marojejya insignis
Marojejya insignis là loài thực vật có hoa thuộc họ Arecaceae. Loài này được Humbert mô tả khoa học đầu tiên năm 1955.